# Квазианалитическая функция
Квазианалити́ческие фу́нкции в математическом анализе — класс функций, которые, нестрого говоря, можно полностью реконструировать по их значениям на небольшом участке (например, на границе области). Такое свойство значительно облегчает решение дифференциальных уравнений и исследование других задач анализа. Поскольку это свойство выполняется для аналитических функций (см. Комплексный анализ), то класс квазианалитических функций содержит класс обычных аналитических функций и может рассматриваться как его расширение.

## Определения

### Функции одной переменной
Один из многих определяющих признаков аналитической функции: пусть функция {\displaystyle f(x)} неограниченно дифференцируема во всех точках отрезка {\displaystyle [a,b]} и пусть существует число {\displaystyle A} (зависящее от функции) такое, что для всех точек {\displaystyle x\in [a,b]} выполняется неравенство:
| {\displaystyle \|f^{(n)}(x)\|\leqslant A^{n}n!} | (1) |
Тогда функция {\displaystyle f(x)} аналитическая (обратная теорема также верна).
Жак Адамар в 1912 году предложил обобщить приведенное неравенство, заменив последовательность {\displaystyle n!} на последовательность общего вида {\displaystyle M=\{M_{k}\}_{k=0}^{\infty }} положительных вещественных чисел. Он определил на интервале [a,b] класс функций CM([a,b]) следующим образом:
| Всякая функция {\displaystyle f} из класса неограниченно дифференцируема (f ∈ C∞([a,b])), причём во всех точках x ∈ [a,b] и для всех {\displaystyle k\geqslant 0} выполняется условие: \| {\displaystyle \left\\|{\frac {d^{k}f}{dx^{k}}}(x)\right\\|\leqslant A^{k}k!M_{k}} \| (2) \| где A — некоторая константа (зависящая от функции). |     |
| {\displaystyle \left\|{\frac {d^{k}f}{dx^{k}}}(x)\right\|\leqslant A^{k}k!M_{k}} | (2) |

Если взять последовательность Mk =1, то, согласно сказанному в начале раздела, мы получим в точности класс обычных вещественных аналитических функций на интервале [a,b].
| Класс CM([a,b]) называется квазианалитическим, если для всякой функции f ∈ CM([a,b]) выполнено условие однозначности: если {\displaystyle {\frac {d^{k}f}{dx^{k}}}(x)=0} в некоторой точке x ∈ [a,b] для всех k, то f тождественно равна нулю. |

Элементы квазианалитического класса называются квазианалитическими функциями. Приведенное условие означает, что две функции, совпадающие в некоторой точке вместе со всеми своими производными, совпадают всюду. Другими словами, значения функции на произвольно малом участке полностью определяют все её значения.

### Функции нескольких переменных
Для функции {\displaystyle f:\mathbb {R} ^{n}\to \mathbb {R} } и для набора индексов {\displaystyle j=(j_{1},j_{2},\ldots ,j_{n})\in \mathbb {N} ^{n}} обозначим:
{\displaystyle |j|=j_{1}+j_{2}+\ldots +j_{n}}
{\displaystyle D^{j}={\frac {\partial ^{j}}{\partial x_{1}^{j_{1}}\partial x_{2}^{j_{2}}\ldots \partial x_{n}^{j_{n}}}}}
{\displaystyle j!=j_{1}!j_{2}!\ldots j_{n}!}
{\displaystyle x^{j}=x_{1}^{j_{1}}x_{2}^{j_{2}}\ldots x_{n}^{j_{n}}.}
Тогда {\displaystyle f} называется квазианалитической в открытой области {\displaystyle U\subset \mathbb {R} ^{n},} если для каждого компактного {\displaystyle K\subset U} существует константа {\displaystyle A} такая, что:
{\displaystyle \left|D^{j}f(x)\right|\leqslant A^{|j|+1}j!M_{|j|}}
для всех индексов из набора {\displaystyle j\in \mathbb {N} ^{n}} и во всех точках {\displaystyle x\in K}.
Класс квазианалитических функций от {\displaystyle n} переменных по отношению к последовательности {\displaystyle M} на множестве {\displaystyle U} можно обозначить {\displaystyle C_{n}^{M}(U)}, хотя в источниках встречаются и другие обозначения.

### Квазианалитические классы для логарифмически выпуклых последовательностей
Предположим, что в приведенном выше определении {\displaystyle M_{1}=1} и последовательность {\displaystyle M_{k}} неубывающая. Эта последовательность называется логарифмически выпуклой, если выполняется условие:
Последовательность {\displaystyle {M_{k+1} \over M_{k}}} возрастает.
Если последовательность {\displaystyle M_{k}} логарифмически выпукла, то:
{\displaystyle (M_{k})^{1/k}} также возрастает.
{\displaystyle M_{r}M_{s}\leqslant M_{r+s}} для всех {\displaystyle (r,s)\in \mathbb {N} ^{2}}.
Для логарифмически выпуклой {\displaystyle M} квазианалитический класс {\displaystyle C_{n}^{M}} представляет собой кольцо. В частности, он замкнут относительно умножения и композиции. Последнее означает:
Если {\displaystyle f=(f_{1},f_{2},\ldots f_{p})\in (C_{n}^{M})^{p}} и {\displaystyle g\in C_{p}^{M}}, то {\displaystyle g\circ f\in C_{n}^{M}}.

## Теорема Данжуа — Карлемана
Теорема Данжуа — Карлемана была сформулирована и частично решена Арно Данжуа (Denjoy (1921)) и полностью доказана в работе Торстена Карлемана (Carleman (1926)). Эта теорема предоставляет критерий для решения вопроса, при каких последовательностях M функции CM([a,b]) образуют квазианалитический класс.
Согласно теореме, следующие утверждения равносильны: 
- CM([a,b]) — квазианалитический класс.
- {\displaystyle \sum 1/L_{j}=\infty ,} где {\displaystyle L_{j}=\inf _{k\geq j}(k\cdot M_{k}^{1/k})}.
- {\displaystyle \sum _{j}(jM_{j}^{*})^{-1/j}=\infty ,} где Mj* — наибольшая логарифмически выпуклая последовательность, ограниченная сверху Mj.
- {\displaystyle \sum _{j}{\frac {M_{j-1}^{*}}{(j+1)M_{j}^{*}}}=\infty .}

Для доказательства того, что утверждения 3, 4 равносильны 2-му, используется неравенство Карлемана.
Пример: Denjoy (1921) указал, что если {\displaystyle M_{n}} заданы одной из последовательностей
{\displaystyle 1,\,{(\ln n)}^{n},\,{(\ln n)}^{n}\,{(\ln \ln n)}^{n},\,{(\ln n)}^{n}\,{(\ln \ln n)}^{n}\,{(\ln \ln \ln n)}^{n},\dots ,}
то соответствующий класс квазианалитический. Первая последовательность (из единиц) дает обычные аналитические функции.

## Дополнительные свойства
Для логарифмически выпуклой последовательности {\displaystyle M} имеют место следующие свойства соответствующего класса функций.
- {\displaystyle C^{M}} совпадает с классом аналитических функций тогда и только тогда, когда {\displaystyle \sup _{j\geq 1}(M_{j})^{1/j}<\infty }.
- Если {\displaystyle N} — другая логарифмически выпуклая последовательность, у которой {\displaystyle M_{j}\leqslant C^{j}N_{j}} (здесь {\displaystyle C} — некоторая константа), то {\displaystyle C^{M}\subset C^{N}}.
- {\displaystyle C^{M}} устойчиво по отношению к дифференцированию тогда и только тогда, когда {\displaystyle \sup _{j\geq 1}(M_{j+1}/M_{j})^{1/j}<\infty }.
- Для любой неограниченно дифференцируемой функции {\displaystyle f} можно найти квазианалитические кольца {\displaystyle C^{M}} и {\displaystyle C^{N}} и элементы {\displaystyle g\in C^{M},h\in C^{N}} такие, что {\displaystyle f=g+h}.

### Деление по Вейерштрассу
Определение. Функция {\displaystyle g:\mathbb {R} ^{n}\to \mathbb {R} } называется регулярной порядка {\displaystyle d} по отношению к {\displaystyle x_{n}}, если {\displaystyle g(0,x_{n})=h(x_{n})x_{n}^{d}} и {\displaystyle h(0)\neq 0}.
Пусть {\displaystyle g} — регулярная функция порядка {\displaystyle d} по отношению к {\displaystyle x_{n}}. Говорят, что кольцо {\displaystyle A_{n}} вещественных или комплексных функций от {\displaystyle n} переменных удовлетворяет делению Вейерштрасса по отношению к {\displaystyle g}, если для каждой {\displaystyle f\in A_{n}} существуют {\displaystyle q\in A} и {\displaystyle h_{1},h_{2},\ldots ,h_{d-1}\in A_{n-1}} такие, что:
{\displaystyle f=gq+h}, где {\displaystyle h(x',x_{n})=\sum _{j=0}^{d-1}h_{j}(x')x_{n}^{j}}.
Пример: кольцо аналитических функций и кольцо формальных степенных рядов оба удовлетворяют свойству деления Вейерштрасса. Если, однако, {\displaystyle M} логарифмически выпукло и {\displaystyle C^{M}} не совпадает с классом аналитических функций, то {\displaystyle C^{M}} не удовлетворяет свойству деления Вейерштрасса по отношению к {\displaystyle g(x_{1},x_{2},\ldots ,x_{n})=x_{1}+x_{2}^{2}}.

## История
Ключевой вопрос данной темы — способность аналитической функции однозначно восстанавливать свой «глобальный облик» по значениям самой функции и её производных в произвольной регулярной точке. Эмиль Борель первым обнаружил, что это свойство имеет место не только для аналитических функций.
В 1912 году Жак Адамар сформулировал вопрос: какой должна быть последовательность {\displaystyle M_{n},} чтобы приведенное выше «условие однозначности» выполнялось для любой пары функций из соответствующего класса. Арно Данжуа в 1921 году привёл достаточные условия квазианалитичности и ряд примеров квазианалитичных классов (см. Denjoy (1921)). Полное решение проблемы дал пять лет спустя Торстен Карлеман (см. Carleman (1926)), установивший необходимые и достаточные условия квазианалитичности.
В дальнейшем С. Н. Бернштейн и Ш. Мандельбройт обобщили понятие квазианалитичности на классы недифференцируемых и даже разрывных функций. Простейший пример — совокупность решений линейного дифференциального уравнения с непрерывными коэффициентами; функции, входящие в это решение, вообще говоря, не обладают бесконечным числом производных..